# Wegverkeer
Wegverkeer is verkeer dat over een weg gebeurt, per auto, bus, fiets, bromfiets, te voet, enzovoort. Ook openbaar vervoer per tram kan tot wegverkeer gerekend worden, omdat dit ook op de openbare weg plaatsvindt.
Het verkeer op de weg wordt gereguleerd door middel van verkeersregels en verkeerstekens.

## Geschiedenis
De oudste vorm van wegvervoer bestond uit paarden of ossen die lasten vervoerden over modderige paden. Met de toenemende handel werden deze paden vaak uitgevlakt en verbreed zodat het toenemende transport kon worden afgehandeld.
In het Romeinse rijk was er behoefte aan snelle verplaatsing van legers. De abominabele kwaliteit van de wegen werkte vaak sterk vertragend. Om dit probleem op te lossen bouwden de Romeinen verharde wegen. De bedding werd uit steengruis gemaakt zodat regenwater weg kon lopen en de wegen droogbleven.

### Moderne tijd

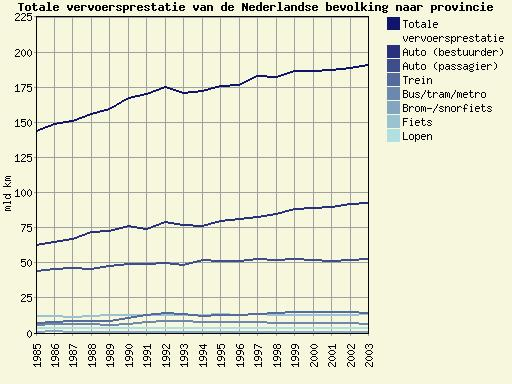
Groei van het wegverkeer (in miljard-km, per vervoerwijze) (bron:CBS)

Het wegverkeer kan problemen met zich meebrengen. De belangrijkste zijn:
- Geluidsoverlast
- Luchtverontreiniging
- Horizonvervuiling
- Onveiligheid: jaarlijks vallen alleen in Nederland al zo'n 750 doden in het verkeer
- Congestie: de vraag naar autoverkeer overtreft het aanbod van wegen, waardoor vooral in de spitsuren files ontstaan.

Als gevolg neemt volgens de trendprognose wegverkeer 2022-2027 van het Kennisinstituut voor Mobiliteitsbeleid (KiM) het verkeer op de Nederlandse wegen  weer toe, en stijgt in 2022 zelfs boven het pre-covid niveau van 2019 uit. "De afschaffing van de contactbeperkende maatregelen, waaronder het thuiswerkadvies medio maart 2022, is een belangrijke reden voor het toenemende verkeer, samen met de bevolkings- en economische groei." 

## Aanverwante onderwerpen
- Verkeer
- Verkeersmodel
- Fietsverkeer
- Weg, voor informatie over dit stuk infrastructuur zelf.